# Tamarixia
Tamarixia is een geslacht van vliesvleugeligen uit de familie Eulophidae. De wetenschappelijke naam van dit geslacht is voor het eerst geldig gepubliceerd in 1924 door Mercet.

## Soorten
Het geslacht Tamarixia omvat de volgende soorten:
- Tamarixia actis (Walker, 1839)
- Tamarixia akkumica (Kostjukov, 1978)
- Tamarixia arboreae (Graham, 1979)
- Tamarixia asiatica Kostjukov, 1996
- Tamarixia atamiensis (Ashmead, 1904)
- Tamarixia bicolor Mercet, 1924
- Tamarixia brovni Kostjukov, 2000
- Tamarixia caillardiae (Kostjukov, 1978)
- Tamarixia cometes (Girault, 1915)
- Tamarixia dahlsteni Zuparko, 2011
- Tamarixia dhetysaicus Kostjukov, 1996
- Tamarixia dryi (Waterston, 1922)
- Tamarixia dwivarnus Narendran, 2007
- Tamarixia dyra (Burks, 1943)
- Tamarixia flavicoxae Kostjukov, 2000
- Tamarixia flavigaster (Brothers & Moran, 1969)
- Tamarixia flaviventris (Kostjukov, 1978)
- Tamarixia fulvus Yefremova & Yegorenkova, 2009
- Tamarixia girishi Narendran, 2007
- Tamarixia hanca Kostjukov, 2000
- Tamarixia klarisae Kostjukov, 1996
- Tamarixia krascheninnikovi (Kostjukov, 1990)
- Tamarixia leptothrix Graham, 1991
- Tamarixia leucaenae Boucek, 1988
- Tamarixia meteora (Girault, 1915)
- Tamarixia monesus (Walker, 1839)
- Tamarixia newelskoyi (Kostjukov, 1990)
- Tamarixia nocturna Kostjukov, 2000
- Tamarixia orientalis Khan, Agnihotri & Sushil, 2005
- Tamarixia pallicornis (Walker, 1872)
- Tamarixia poddubnyi (Kostjukov, 1978)
- Tamarixia pojarkovi (Kostjukov, 1990)
- Tamarixia pookodica Narendran, 2007
- Tamarixia pronomus (Walker, 1839)
- Tamarixia przewalskii (Kostjukov, 1990)
- Tamarixia psyllae Yefremova & Yegorenkova, 2009
- Tamarixia pubescens (Nees, 1834)
- Tamarixia pygmaeola (Erdös, 1958)
- Tamarixia radiata (Waterston, 1922)
- Tamarixia rudolfae (Kostjukov, 1978)
- Tamarixia schina Zuparko, 2011
- Tamarixia sheebae Narendran, 2005
- Tamarixia stelleri (Kostjukov, 1990)
- Tamarixia tremblayi (Domenichini, 1965)
- Tamarixia triozae (Burks, 1943)
- Tamarixia tschirikovi (Kostjukov, 1990)
- Tamarixia turundaevskayae (Kostjukov, 1978)
- Tamarixia upis (Walker, 1839)
- Tamarixia vinokurovi Kostjukov, 1995
- Tamarixia yoorica Narendran, 2007